# سیستم کلوئیدی
سیستم کلوئیدی به مخلوط دو ماده که یکی از آن‌ها به‌طور یکنواخت و به صورت ذرات ریز در مادهٔ دوم پخش شده باشد، گفته می‌شود. فاز اول را فاز پراکندگی  یا کلوئید و فاز دوم را واسط پخش یا فاز واسط می‌نامند.

## نگارخانه

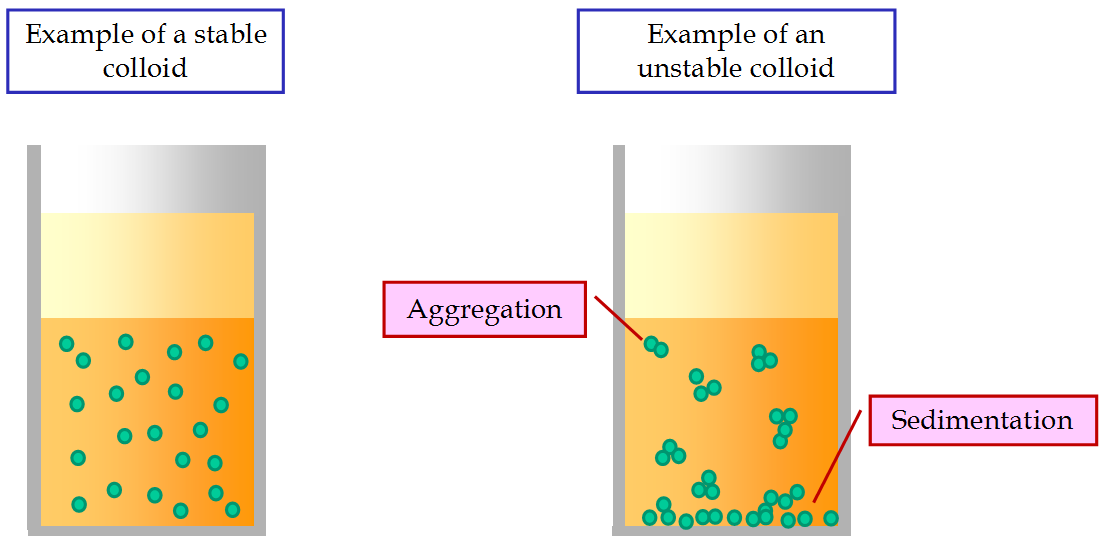